# Jorge Echeverría
Jorge Eliézer Echeverría Montilva (San Cristóbal, Táchira, Venezuela; 13 de febrero de 2000) es un futbolista venezolano que juega como centrocampista en Mineros de Guayana de la Primera División de Venezuela.

## Trayectoria

### Caracas FC
Hizo las categorías inferiores en dicho club. Gracias a sus buenas impresiones en la filial, debutó con el primer equipo del Caracas el 14 de agosto de 2016 en la Primera División de Venezuela donde jugó 3 minutos ante el Monagas. Gracias a buenas actuaciones se ha consolidado en el primer equipo convirtiéndose en unas de las piezas claves, llegando a ser el capitán de los capitalinos para la temporada 2021.
Al final de la temporada 2021 Jorge Echeverría finalizó su contrato y no renovó.

## Selección nacional

### Campeonato Sudamericano Sub-17
| Sudamericano Sub-17 | Sede  | Resultado    | Partidos | Goles | Asistencias |
| ------------------- | ----- | ------------ | -------- | ----- | ----------- |
| Sudamericano 2017   | Chile | Quinto lugar | 6        | 1     |             |

### Campeonato Sudamericano Sub-20
| Sudamericano Sub-20 | Sede  | Resultado   | Partidos | Goles | Asistencias |
| ------------------- | ----- | ----------- | -------- | ----- | ----------- |
| Sudamericano 2019   | Chile | Sexto lugar | 7        | 0     | 0           |

## Clubes
| Club       | País      | Año         | Partidos | Goles | Asist. |
| ---------- | --------- | ----------- | -------- | ----- | ------ |
| Caracas FC | Venezuela | 2016 - 2021 | 74       | 11    | 6      |

## Palmarés

### Torneo Nacionales
| Título           | Club         | País      | Año  |
| ---------------- | ------------ | --------- | ---- |
| Torneo Clausura  | Caracas F.C. | Venezuela | 2019 |
| Primera División | Caracas F.C. | Venezuela | 2019 |